# Bosom Buddies
Bosom Buddies, (titulada en América Latina Amigos del Alma: Bosom Buddies) fue una serie de televisión de la ABC estadounidense ABC protagonizada por Tom Hanks y Peter Scolari creado por Robert L. Boyett, Thomas L. Miller y Chris Thompsom (Miller/Milkis/Boyett Producción). Funcionó desde 1980 hasta 1982 en ABC y en las repeticiones en el verano de 1984 en la NBC.
El espectáculo cuenta con las desventuras de dos hombres solteros, que trabajan en la publicidad creativa, luchando en su industria, mientras que se disfrazan de mujeres con el fin de vivir en un apartamento que podían pagar. Los estereotipos de género y las relaciones interpersonales macho / hembra eran temas frecuentes.
El espectáculo se hizo conocido por su peculiar humor y su frecuente uso de la improvisación, sobre todo entre las estrellas Hanks y Scolari. 
Aunque el show comenzó con buenas calificaciones, no logró mantener el interés del público y fue cancelada después de dos temporadas. 

## Premisa
En el episodio piloto, después de que se demolió su propio apartamento (mientras que todavía están dormidos en él), dos hombres se disfrazan de mujeres con el fin de vivir en el hotel barato Susan B. Anthony (que es sólo para mujeres). Kip Wilson (Hanks) es originalmente escéptico del plan, pero después de conocer a la magnífica residente modelo/bailarina/ enfermera Sonny Lumet (Donna Dixon), termina convenciendo al aspirante a escritor Henry Desmond (Scolari) que la experiencia será un gran libro. La compañera de trabajo de ambos, Amy Cassidy (Wendie Jo Sperber) [que se siente atraída por Henry] es la único residente en el plan. El engaño de los chicos incluye burlar a la gerente del hotel, Darlene (Edie Adams), y otra residente, Isabelle Hammond (Telma Hopkins), una aspirante a cantante. Cuando el piloto fue vendido a ABC, el personaje de Darlene fue reemplazado por Lilly Sinclair (Lucille Benson).
En la primera temporada, Kip, Henry, y Amy trabajan para Ruth Dunbar (Holland Taylor) en la empresa de publicidad de Livingston, Gentry y Mishkin, cuando Kip es un artista gráfico, Henry es un escritor de copias, y Amy es la recepcionista. Ruth a menudo toma el crédito por el trabajo de los chicos cuando se lo informa a su jefe (nunca visto), el Sr. Rubinowitz. 
El espectáculo fue apenas renovada para una segunda temporada. Con el fin de mejorar las calificaciones mediocres de la primera temporada, revisar el formato, y al mismo tiempo, hacer un poco de reducción de costos, se decidió que la parte de Lilly Sinclair era superflua y fue removida. Como resultado, la actriz veterana Lucille Benson dejó la serie y el personaje de Telma Hopkins, Isabelle se convirtió en la nueva gerente del hotel. Kip, Henry y Amy dejaron Livingston, Gentry y Mishkin para iniciar su propia empresa de publicidad, Sixty Seconds Street, con Ruth sirviendo como una socia no-absolutamente silenciosa. 
En el primer episodio de la segunda temporada, la artimaña de los personajes masculinos es revelada, pero se les permite seguir viviendo en el hotel sólo para mujeres de todas formas. Sonny perdona Kip por el engaño, e Isabelle, la nueva gerente del hotel, está de acuerdo con seguir el engaño en lugar de admitirselo a los demás residentes. A partir de entonces, al elemento de los disfrazes le fue restado importancia y el programa se trasladó más cerca del concepto original de los creadores de una comedia de amigos regular.

## Producción
La serie fue concebida por Miller y Boyett como contraparte masculina de su exitosa comedia de situación Laverne y Shirley. Ellos originalmente lanzadas como una comedia de amigos sencillo hecho en lo que describieron como "un sofisticado tipo Billy Wilder del camino." Cuando los ejecutivos de ABC preguntó Miller y Boyett para explicar lo que querían decir con la comparación con Wilder, los productores mencionaron Con faldas ya lo loco y ABC compró el espectáculo con la condición de que sería incluir a los hombres en la ropa de las mujeres, al igual que la película. "No estábamos allí para lanzar eso", recordó Miller. "Y ellos subieron en él! Regresamos al estudio en el coche diciendo: 'Oh, Dios mío, ¿qué vamos a hacer? Tenemos que hacer algo en el arrastre.'"
Después de haber elegido el elenco, Miller y Chris Boyett preguntaron Thompson, uno de los guionistas y productores de Laverne y Shirley , para escribir el piloto y la serie Showrunner. Thompsom (quien llegaría a ejecutivo-producir series como The Larry Sanders Show) dijo más tarde que él tomó el trabajo puramente por el dinero, pero inesperadamente se encontró a ser "mi experiencia completamente favorito del mundo del espectáculo", ya que la red se fue él y su joven elenco libre de experimentar. "Nos quedamos solos", recordó. "Nadie estaba prestando atención a nosotros. Estábamos todos muy jóvenes, pero era como si estuviéramos en el Porsche de papá. Teníamos 500.000 dólares para jugar con cada semana".
Amigos del alma fue grabado en el escenario 25 en Paramount Pictures. Etapa 25 fue también el hogar de El Show de Lucy, ¡Salud, y su spin-off Frasier.
Al igual que muchas otras comedias de situación que se emitieron durante la temporada 1980/81 la televisión, Amigos del Alma sintió los efectos de una huelga por el Sindicato de Actores y la federación Estadounidense de Artistas de Radio y Televisión que se produjo en 1980 Como resultado de ello, el espectáculo había un abreviado primero temporada. Al principio, sus calificaciones eran fuertes. Sin embargo, ABC mantiene cambiando de día y hora ranuras de la serie, que hieren clasificación general de la primera temporada. La segunda temporada, con su premisa revisada, fue aún peor, y después de más de tiempo cambia de ranura por la red, el programa fue cancelado en la primavera de 1982. 
Amigos del Alma fue uno de los últimos conciertos al utilizar el equipo de producción de Miller-Milkis-Boyett debido a Eddie Milkis dejando a la empresa en 1984 Esta fue también una de las últimas comedias Miller-Boyett a ser producido por Paramount Televisión (ahora CBS Television Studios) antes de que trasladaran su base de operaciones a Lorimar Productions (más tarde Warner Bros. Television); Happy Days terminó su carrera en 1984, por lo que este último el último programa para cumplir con la cancelación antes de la Miller-Boyett pasar a Lorimar, con Valerie ser el primero desde el debut.

## Tema musical
El tema principal de los créditos de apertura fue "My Life" by Billy Joel, aunque era una versión regrabada. Algunas repeticiones que aparecen en la sindicación (como cuando USA Network emitió reposiciones, así como su ejecución actual en Me-TV) y todo el vídeo en casa y lanzamientos de DVD utilizan una versión vocal de los créditos finales tema instrumental de la serie, "Shake Me Loose", interpretada por Stephanie Mills, para los créditos de apertura, en sustitución de "My Life".

## Reparto
- Tom Hanks – Kip Wilson/Buffy (cuando en la fricción)
- Peter Scolari – Henry Desmond/Hildegard (cuando en la fricción)
- Wendie Jo Sperber – Amy Cassidy, compañero de trabajo y amigo que conoce su secreto
- Holland Taylor – Ruth Dunbar, su jefe
- Donna Dixon – Sonny Lumet, de Kip interés amoroso y residente del hotel
- Telma Hopkins – Isabelle Hammond, residente del hotel (director del hotel en la segunda temporada)
- Lucille Benson – Lilly Sinclair, director del hotel (1980-1981)

## Episodios
Mientras que el Episodio Piloto fue filmado en la película, el resto de la serie fue filmada en vídeo. 
Artículo principal: Lista de episodios de Amigos del Alma.

## Sindicación
Amigos del alma reestrenos transmitidos brevemente en la NBC en el verano de 1984 después de que Tom Hanks había convertido en una gran estrella de cine que de verano con Splash y Despedida de soltero. Los reestrenos también salió al aire en EE. UU. red hasta 18 de noviembre de 1995, así como en TBS y TV Land hasta mediados de la década de 2000. Más recientemente, Amigos del alma comenzó a transmitirse el Me-TV el 2 de octubre de 2011 y de nuevo en las noches de los jueves a partir 29 de mayo de 2014, como parte de la red de "Summer of Me" de promoción.

## Lanzamiento de DVD
CBS DVD (distribuido por Paramount) dio a conocer las dos temporadas de Amigos del alma en la Región 1 DVD. El tema original de "My Life", de Billy Joel fue reemplazado con "Shake Me Loose", una canción escrita por el creador Chris Thompson, que fue utilizado durante la sindicación de funcionamiento de la demostración. Muchos de los números musicales destacados durante el funcionamiento de la demostración son editados o eliminados por completo de los lanzamientos en DVD. Se destaca en este sentido son las canciones "Yakkity Yak" (desde el episodio "Call Me Irresponsible"), "Chances Are" (de "All You Need is Love") y "Rock and Roll Heaven" (de "Dirt Nap de Hildy" ). Este problema también afectó a la liberación de The Odd Couple. 
| Nombre DVD           | Ep # | Lanzamiento             |
| -------------------- | ---- | ----------------------- |
| La Primera Temporada | 19   | 13 de marzo de 2007     |
| La Segunda Temporada | 18   | 4 de septiembre de 2007 |

## Referencia a la Cultura POP
Un remake tiro-para-shot de créditos de apertura de la serie salió al aire 23 de enero de 2014 en Adult Swim como una entrega de la serie de televisión actuales Parques y Recreación estrella Adam Scott "El evento más grande de la Historia de la Televisión". La parodia fue dirigida por Lance Bangs y Adam Scott y cuenta con Paul Rudd en el papel del personaje de Tom Hanks Kip, y Scott jugando el personaje de Peter Scolari Henry. El tema musical de "My Life" de Billy Joel es en realidad cantada por Billy Joel en lugar de la versión de sonido por igual se utiliza para la serie de televisión original. En un simulacro de extendido "making-of" documental anterior a la apertura de créditos remake, Tom Hanks, Peter Scolari y Billy Joel hacen cameos. En Temporada 5 Episodio 20 de la NBC comedia 30 Rock, Tom Hanks hace un cameo en el que se hace referencia a Amigos del alma cantando versos de la canción tema de ese show, "My Life". 